# Organic Maps
Organic Maps は、OpenStreetMapの地図データを使用した、無料でオープンソースのオフラインナビゲーションアプリである。このアプリケーションは、オフラインで使用するために地図をダウンロードすることによって、インターネット接続なしで機能するように設計されている。Organic Mapsはプライバシーを重視しており、ユーザーの位置情報を追跡したり、個人データを収集することはない。

## 特徴

### プライバシー
Organic Mapsは、個人データの収集やユーザーの位置情報の追跡を行わないことで、ユーザーのプライバシーを最優先している。

### オフライン地図
Organic Mapsは、ユーザーが事前に地図をダウンロードできるようにすることで、完全にオフラインで機能する。一度地図をダウンロードすれば、ナビゲーション、検索、ルート計画はインターネット接続を必要としない。このアプリは、サイクリングルート、ハイキングコース、ウォーキングコース、等高線、標高プロファイル、ピーク、スロープを含む世界のオフライン地図を提供する。

### バッテリー消費が少ない
このアプリは、ナビゲーション中のバッテリー消費を最適化するように設計されている。

### ナビゲーション
オーガニックマップは、ハイキング、サイクリング、ドライブ、公共交通機関など、さまざまなアクティビティ向けのナビゲーションを提供する。音声ガイド付きのターンバイターンナビゲーションに対応し、地図上の情報を検索したり、ブックマークを追加したりすることができる。

### OpenStreetMapデータ
Organic MapsはOpenStreetMapプロジェクトと統合しており、そのクラウドソース地図データを活用している。このアプリにはアプリ内エディターが含まれており、ユーザーは企業やランドマークなどの地図の更新を投稿することができる。

## 歴史
Organic MapsはRoman Tsisykによって設立され、後にAlexander BorsukとViktor Govakoが加わった。2011年にMapsWithMeがローンチされ（後にMaps.Meに改名）、2015年にオープンソース化された。2021年、Maps.Meのコードベースは、プライバシー、パフォーマンス、コミュニティに焦点を当てたOrganic Mapsの作成に使用された。Organic Mapsの最初のパブリックリリースは、2021年6月にアプリストアで利用可能になった。

## こちらも参照
- Comparison of free off-line satellite navigation software
- List of free and open-source software packages
- Comparison of satellite navigation software
- OpenStreetMap